# احمد حسنی بغدادی
سید احمد حسنی بغدادی (عربی: السید أحمد الحسنی البغدادی) (زاده ۱۹۴۵) از علمای عراق است.
وی در حال حاضر در نجف عراق زندگی می‌کند.
در پایان سال ۲۰۱۲ او فتوا داد که مسیحیت در عراق قابل پذیرش نیست. وی در سال ۲۰۱۵ در مورد مسیحیان و یهودیان ساکن در سرزمین‌های اسلامی اظهار داشت: «اگر اهل کتاب (یهود و مسیحی) هستند از آنها جزیه می‌خواهیم و اگر امتناع کردند با آنها می‌جنگیم؛ یعنی کسی که مسیحی است سه انتخاب دارد: یا مسلمان شود، یا اگر خواست مسیحی بماند، جزیه بپردازد و اما اگر باز هم امتناع کردند، ما با آنها می‌جنگیم و زنانشان را می‌رباییم و کلیساهایشان را ویران می‌کنیم» وی در مورد مابقی ادیان (هندو، بودایی و…) نیز اظهارات مشابهی این نیز دارد.